# Le Système D
Pour plus de détails, voir Fiche technique et Distribution.
Le Système D (The Son of His Father) est un film américain réalisé par Victor Schertzinger et sorti en 1917.

## Synopsis
Un jeune homme a dépensé 100 000 $ avec les femmes et aux jeux d'argent, et se retrouve confronté à son père.

## Fiche technique
- Titre original : The Son of His Father
- Réalisation : Victor Schertzinger
- Scénario : Ridgwell Cullum, d'après son roman The Son of His Father paru à Londres en 1915[2]
- Producteur : Thomas H. Ince
- Distributeur : Paramount Pictures
- Durée : 50 minutes
- Date de sortie : 22 octobre 1917

## Distribution
- Charles Ray : Gordon Carbhoy
- Vola Vale : Hazel Mallinsbee
- Robert McKim : David Slosson
- George Nichols : Silas Mallinsbee
- Charles K. French : James Carbhoy
- J.P. Lockney : Peter McSwain
- Harry Yamamoto : Hi Plee
- Otto Hoffman : Harker